# Ford Fusion (Europa)
 For alternative betydninger, se Ford Fusion. (Se også artikler, som begynder med Ford Fusion)
Ford Fusion er en mini-MPV fra bilfabrikanten Ford. Bilen var i produktion mellem oktober 2002 og juni 2012. Fusion findes kun som femdørs og lukkede hullet mellem Ford Fiesta og Ford Focus.
Teknisk set er Fusion baseret på den mellem slutningen af 2001 og sommeren 2008 byggede Fiesta '02. Den i USA solgte Ford-sedan med navnet Fusion har på trods af navnet intet med den europæiske model at gøre.
Den første modelgeneration af Mazda2 (2003−2007) er bygget på platformen fra Ford Fusion.
I august 2012 blev modellen efter en byggetid på næsten 10 år afløst af Ford B-MAX.

## Design
Karrosseriet på Fusion er baseret på det videreudviklede New Edge-design fra Fiesta '02, hvorimod formen på forlygterne ligner Ford Transit og den mindre Ford Transit Connect. Efter at der fra foråret 2006 var blevet introduceret nye modelgenerationer af alle de andre Ford-modeller i "Kinetic Design", adskilte Fusion sig optisk set stærkt fra resten af modelprogrammet.
På grund af sin højere siddeposition har bilen en mere bekvem indstigning end andre minibiler og har med et læssekantfrit bagagerum på 337 liter et ekstra bagagerumsvolume på 53 liter i forhold til Fiesta.
- Bagfra
- Kabine

## Udstyrsvarianter
Fusion kunne i den første tid leveres i udstyrsvarianterne Ambiente, Trend, Elegance og Fusion+. Alle Fusion-modeller har servostyring (på versionen med 1,6-liters dieselmotor elektrohydraulisk), ABS, indvendigt ventilerede skivebremser foran, tromlebremser bagpå, fire airbags, sidekollisionsbeskyttelse, højdejusterbart førersæde og rat, pollenfilter, omdrejningstæller og 40:60 delt bagsæde og -ryglæn.
- Ambiente: Basismodel.
- Trend: Med centrallåsesystem, el-ruder foran, el-justerbare og opvarmelige sidespejle, læderrat, fremklappeligt passagerforsæderyglæn.
- Elegance: (ligesom Ghia-udgaverne af de andre Ford-modeller) med stærkere motor, tågeforlygter, kølergrill med kromramme, fjernbetjent centrallåsesystem, el-justerbare og opvarmelige sidespejle, el-ruder foran, klimaanlæg, audiosystem og indtræk i bedre kvalitet, læderrat og -gearknop, dørhåndtag, gearknop og midterkonsol med dekoration af børstet krom, fra 2005 ligeledes: kørecomputer, lys- og regnsensor. Fusion Elegance er officielt set seriens topmodel.
- Fusion+: Samme udstyr som Trend samt bedre indtræk, 16" alufælge, kørecomputer (afhængigt af marked), klimaanlæg, cd-afspiller, indklappelige sidepsejle, aerodynamik-pakke, regnsensor, gearknop i læder, aluminiumsdekorationselementer, mørktonede bageste sideruder, sidebeskyttelseslister i bilens farve, sædevarme (afhængigt af marked). Kun denne version kan mod merpris fås med lædersæder i ægte læder. I Østrig og Schweiz hedder denne version Plus. Fusion+ har som livsstilsmodel (ligesom Mondeo Titanium) en speciel position i modelprogrammet.
- Style (basis Ambiente): Centrallåsesystem, cd-afspiller med fjernbetjening, klimaanlæg, fremklappeligt passagerforsæderyglæn, sidebeskyttelseslister i bilens farve, gearknop i læder, indtræk ligesom Trend.
- Calero: Samme udstyr som Style samt fjernbetjent centrallåsesystem, el-ruder foran, aluminiumsdekorationselementer, læderrat, tågeforlygter, 15" alufælge og speciel udvendig optik i offroaddesign (underkøringsbeskyttelse og aerodynamik-pakke).
- Black Magic: Denne specialmodel (på basis af Style) er en "afskeds-specialmodel" af Fusion. Den har meget særligt udstyr, som kun findes til denne model, som f.eks. sort læder-alcantara-indtræk, sorte 16" alufælge, LED-belysning i forreste fodrum samt ladekantbeskyttelse i alulook.

Specialmodel til det østrigske marked:
- ecosport: Samme udstyr som Trend samt fjernbetjent centrallåsesystem, læderrat, tågeforlygter, cd-afspiller, klimaanlæg, sidebeskyttelseslister i bilens farve samt de første år også aluminiumsdekorationselementer i kabinen.

Mod merpris kan alle versioner fås med en tredje nakkestøtte bagi og hoved/skulder-airbags foran og bagi. ESP med ASR og bremseassistent findes kun i kombination med kørecomputer, men ikke til biler med 59 kW (80 hk)-benzinmotor, Durashift-EST eller automatgear.

## Facelift
I september 2005 gennemgik Fusion et facelift. Udefra kan den faceliftede model kendes på de i forlygterne integrerede, gule blinklys, andre baglygter og bredere sidebeskyttelseslister, mens instrumentbrættet (nu polstret), indtrækket og udstyrsvarianterne blev ændret i kabinen.
Teknikken fra Fiesta '02 blev bibeholdt frem til produktionens indstilling i 2012, selv om Fiesta '02 allerede i sommeren 2008 blev afløst af en nyudviklet efterfølger.
I starten af 2011 blev motorprogrammet stærkt indskrænket. Fra da af omfattede programmet kun benzinmotorerne på 1,4 (59 kW (80 hk)) og 1,6 (74 kW (100 hk)) liter, som dog nu opfyldt Euro 5-normen. Dieselmotorerne udgik, hvilket understregede at modellen var ved at udgå. På samme tidspunkt blev Fusion på nogle markeder solgt med forkromede udvendige dørhåndtag og en krompynteliste indbygget i de lakerede sidebeskyttelseslister.
I starten af 2012 blev både topmodellen Fusion+ og 1,6-liters benzinmotoren taget af modelprogrammet.
- Ford Fusion (2005–2012)
- Bagfra
- Ford Fusion Calero (2008)

## Motorprogram
Fusion fimdes med tre forskellige benzinmotorer og to dieselmotorer med effekt mellem 50 kW (68 hk) og 74 kW (100 hk), også i forbindelse med firetrins automatgear eller femtrins automatiseret manuel gearkasse (Durashift-EST, Electronic Shift Technology). Med et brændstofforbrug på 4,5 liter pr. 100 km og et CO2-udslip på 119 g/km hørte 50 kW (68 hk)-dieselversionen af Fusion i foråret 2007 til de mindst miljøbelastende biler.
Alle motorer opfylder Euro 4-normen, med undtagelse af tidlige versioner med 1,4-liters dieselmotoren med 50 kW (68 hk) med ESP eller Durashift-EST (uden ESP) som kun opfylder Euro 3-normen. Begge dieselmotorer havde ikke partikelfilter fra fabrikken, men det kan dog eftermonteres.

### Tekniske data
|                                                | 1.25                | 1.4                             | 1.6                             | 1.4 TDCi                     | 1.6 TDCi           |
| Byggeår                                        | 8/2004–1/2011       | 10/2002–6/2012                  | 10/2002–1/2012                  | 10/2002–1/2011               | 11/2004–1/2011     |
| Motordata                                      |                     |                                 |                                 |                              |                    |
| Motortype                                      | R4-benzinmotor      | R4-benzinmotor                  | R4-benzinmotor                  | R4-dieselmotor               | R4-dieselmotor     |
| Antal ventiler pr. cylinder                    | 4                   | 4                               | 4                               | 2                            | 4                  |
| Ventilstyring                                  | DOHC, tandrem       | DOHC, tandrem                   | DOHC, tandrem                   | OHC, tandrem                 | DOHC, tandrem      |
| Fødesystem                                     | Multipoint          | Multipoint                      | Multipoint                      | Commonrail                   | Commonrail         |
| Trykladning                                    | –                   | –                               | –                               | Turbolader                   | Turbolader         |
| Køling                                         | Vandkøling          | Vandkøling                      | Vandkøling                      | Vandkøling                   | Vandkøling         |
| Boring × slaglængde                            | 71,9 × 76,5 mm      | 76,0 × 76,5 mm                  | 79,0 × 81,4 mm                  | 73,7 × 82,0 mm               | 75,0 × 88,3 mm     |
| Slagvolume                                     | 1242 cm³            | 1388 cm³                        | 1596 cm³                        | 1399 cm³                     | 1560 cm³           |
| Kompressionsforhold                            | 10,0:1              | 11,0:1                          | 11,0:1                          | 17,9:1                       | 18,0:1             |
| Maks. effekt ved omdr./min.                    | 55 kW (75 hk) 6000  | 59 kW (80 hk) 5700              | 74 kW (100 hk) 6000             | 50 kW (68 hk) 4000           | 66 kW (90 hk) 4000 |
| Maks. drejningsmoment ved omdr./min.           | 110 Nm 4000         | 124 Nm 3500                     | 146 Nm 4000                     | 160 Nm 2000                  | 204 Nm 1750        |
| Kraftoverførsel                                |                     |                                 |                                 |                              |                    |
| Drivende hjul                                  | Forhjul             | Forhjul                         | Forhjul                         | Forhjul                      | Forhjul            |
| Gearkasse (standardudstyr)                     | 5-trins manuel      | 5-trins manuel                  | 5-trins manuel                  | 5-trins manuel               | 5-trins manuel     |
| Gearkasse (ekstraudstyr)                       | –                   | 5-trins sekventiel manuel       | 4-trins automatisk              | 5-trins sekventiel manuel    | –                  |
| Præstationer                                   |                     |                                 |                                 |                              |                    |
| Topfart                                        | 159 km/t            | 163 km/t                        | 178 km/t (176 km/t)             | 158 km/t                     | 176 km/t           |
| Acceleration 0-100 km/t                        | 15,5 sek.           | 14,0 sek. (15,3 sek.)           | 11,1 sek. (13,1 sek.)           | 16,3 sek. (16,6 sek.)        | 12,9 sek.          |
| Brændstofforbrug pr. 100 km ved blandet kørsel | 6,4 liter Blyfri 95 | 6,5 liter (6,2 liter) Blyfri 95 | 6,6 liter (7,6 liter) Blyfri 95 | 4,6 liter (4,3 liter) Diesel | 4,5 liter Diesel   |
| CO2-udslip ved blandet kørsel                  | 152 g/km            | 154 g/km (148 g/km)             | 157 g/km (181 g/km)             | 122 g/km (114 g/km)          | 119 g/km           |

1. ↑  Afvigende værdier i parentes (gælder for versioner med automatgear hhv. sekventiel manuel gearkasse

Benzinmotorerne er af fabrikanten godkendt til brug med E10-brændstof.

## Produktion
Fusion blev bygget af Ford i Köln-Niehl og eksporteret til mere end 50 lande, herunder Angola, Australien, Hongkong, Japan, New Zealand, Singapore og Sydafrika. 83 procent af produktionen fra Köln blev eksporteret, de vigtigste udenlandske markeder var Storbritannien, Italien, Frankrig, Benelux og Rusland.
Produktionen af Fusion sluttede i juni 2012. Efterfølgeren er den på Geneve Motor Show 2011 præsenterede Ford B-MAX, hvis produktion startede i sommeren 2012.